# Johann Wadephul
Johann Wadephul (Husum, 1963. február 10. –) német politikus, 2025-től  Németország külügyminisztere.

## Életpályája
1982 óta a CDU tagja. Kezdetben a Fiatal Unióban tevékenykedett. 
1986-ban kezdte meg jogi tanulmányait a Kieli Egyetemen, amelyeket 1991-ben az első jogi államvizsgával fejezett be. Második ügyvédi vizsgáját 1995-ben tette le. Azóta ügyvédként dolgozik.
2000 és 2009 között Schleswig-Holstein tartományi parlamentjének tagja volt. 2009-ben a német Bundestag tagja lett.
Wadephul házas és három gyermeke van.